# Tacoronte
Tacoronte je jednou z 31 obcí na španělském ostrově Tenerife. Nachází se na severu ostrova, sousedí s municipalitami Arona, Vilaflor a Granadilla de Abona. Její rozloha je 30,09 km², v roce 2019 měla obec 24 134 obyvatel. Je součástí comarcy Acentejo.